# Exelastis viettei
Exelastis viettei là một loài bướm đêm thuộc họ Pterophoridae. Nó được biết đến ở Comoros.